# Менла
21°28′58″ пн. ш. 101°33′56″ сх. д. / 21.48282° пн. ш. 101.56564° сх. д.
Менла (кит. 勐腊县, пін. Mĕnglà Xiàn) — один із повітів КНР у складі Сішуанбаньна-Дайської автономної префектури, провінція Юньнань. Адміністративний центр — містечко Менла.

## Географія
Менла лежить на висоті близько 630 метрів над рівнем моря на півдні Юньнань-Гуйчжоуського плато.

### Клімат
Повіт знаходиться у зоні, котра характеризується вологим субтропічним кліматом. Найтепліший місяць — червень із середньою температурою 25,5 °C. Найхолодніший місяць — грудень, із середньою температурою 16,3 °С.
| Клімат повіту Менла     | Клімат повіту Менла | Клімат повіту Менла | Клімат повіту Менла | Клімат повіту Менла | Клімат повіту Менла | Клімат повіту Менла | Клімат повіту Менла | Клімат повіту Менла | Клімат повіту Менла | Клімат повіту Менла | Клімат повіту Менла | Клімат повіту Менла | Клімат повіту Менла |
| Показник                | Січ.                | Лют.                | Бер.                | Квіт.               | Трав.               | Черв.               | Лип.                | Серп.               | Вер.                | Жовт.               | Лист.               | Груд.               | Рік                 |
| Середній максимум, °C   | 25,3                | 28                  | 30,4                | 32,1                | 31,6                | 30,9                | 29,9                | 30,1                | 30,2                | 28,9                | 26,5                | 24,2                | 29                  |
| Середня температура, °C | 16,5                | 18,1                | 20,6                | 23,4                | 24,9                | 25,5                | 25                  | 24,9                | 24,3                | 22,7                | 19,4                | 16,3                | 21,8                |
| Середній мінімум, °C    | 12                  | 12,1                | 14,4                | 18,1                | 20,8                | 22,5                | 22,5                | 22,3                | 21,3                | 19,5                | 15,8                | 12,6                | 17,8                |
| Норма опадів, мм        | 16.2                | 21.7                | 48.2                | 96.3                | 170.6               | 198.8               | 319.5               | 309.1               | 172.4               | 87.7                | 50                  | 22.4                | 1512.9              |
| Вологість повітря, %    | 83                  | 77                  | 75                  | 77                  | 81                  | 84                  | 87                  | 87                  | 86                  | 85                  | 85                  | 85                  | 82.7                |
| ----------------------- | ------------------- | ------------------- | ------------------- | ------------------- | ------------------- | ------------------- | ------------------- | ------------------- | ------------------- | ------------------- | ------------------- | ------------------- | ------------------- |
| Джерело: data.cma.cn    |                     |                     |                     |                     |                     |                     |                     |                     |                     |                     |                     |                     |                     |